# Métro de Liuzhou
Le métro de Liuzhou ( 柳州轨道交通; pinyin: Liǔzhōu guǐdào jiāotōng ) est un système de métro monorail actuellement en construction à Liuzhou, dans la région autonome Zhuang du Guangxi, en Chine. Actuellement, les lignes 1 et 2 sont en construction à l'aide de monorails fabriqués dans le cadre d'une coentreprise entre Bombardier Transport et CRRC. Le métro comprendra les lignes 1, 2, 3 et 4 et des lignes de banlieue S1, S2 et S3.

## Histoire
La construction d'un chemin de fer léger avait commencé à Liuzhou en 1928. Le chemin de fer a été inauguré le 1er mars 1933 et avait deux branches, une via Dongda Road vers l'usine de briques de Liuzhou et une autre vers la première division de l'Armée nationale révolutionnaire, d'une longueur totale de 8,3 km. La ligne a été fermée au début des années 1950 et la voie a été démolie.

### Chronologie
- En décembre 2016, la construction de la ligne 1 a commencé.
- En 2017, le ministère de la Protection de l'environnement a examiné et approuvé le « Rapport d'impact environnemental sur le réseau de transport ferroviaire urbain de Liuzhou et la planification de la construction »[4].
- En juin 2017, la construction de la ligne 2 a débuté[5].
- En septembre 2020, les essais sur la ligne 1 ont démarré[6].
- En novembre 2020, la Conférence sur le développement du tourisme culturel du Guangxi s'est tenue à Liuzhou. Le Liuzhou Rail Transit était l'un des onze points d'observation de la conférence[7].

## Lignes
| Ligne          | Terminaux | Terminaux                  | Ouverture prévue | Longueur kilomètres | Gares |
| -------------- | --------- | -------------------------- | ---------------- | ------------------- | ----- |
| 1 (La phase 1) | Huixien   | Ville chinoise d'outre-mer | 2025             | 18,4                | 16    |
| 2 (La phase 1) | Tangjia   | Bailiandong                | 2024             | 23,4                | 19    |